# Nicedice
Nicedice（ナイスダイス）は、日本の女性アイドルグループ。
2017年12月22日より活動開始。2022年7月現在、活動休止中。

## 概要
Nicediceは、2017年12月、西永彩奈・高田あおい・日向寺昌美の3名で結成、活動を開始。
リーダーは西永彩奈。
2018年6月に大西真帆と星奈が加入し、5人組として活動をしていく。同年10月には表参道GROUNDにて初のワンマンライブを開催。その後、日向寺昌美と大西真帆の脱退が発表される。
2019年には、研究生・彩賀あきが加入、4人組として活動開始。同年春以降、活動が途絶えている。